# Hugo Johnstone-Burt
Hugo Johnstone-Burt (Edinburgh, 1988. október 10. vagy 1987. október 10. –)  skót–ausztrál színész

## Filmográfia
- A penge éle (2010)
- Veszett ügyek (2010)
- A parti őrség (2011)
- Behajtók (2012)
- Otthonunk (2012-2013)
- Miss Fisher rejtélyes esetei (2012-2015)[2]
- Táncakadémia (2013)
- Törésvonal (2015)